# مسجد عثمان بن عفان (جدة)
مسجد عثمان بن عفان أو مسجد الأبنوس هو مسجد أثري تاريخي يقع في حارة المظلوم الواقعة في جدة التاريخية في المملكة العربية السعودية، المسجد ذكره ابن بطوطة وابن جبير في رحلتيهما، قديما كان يسمى مسجد الأبنوس وذلك لوجود ساريتين من خشب الأبنوس، وله مئذنة ضخمة، المسجد تم بناؤه خلال القرنين التاسع والعاشر الهجريين، ويسمى اليوم بمسجد عثمان بن عفان.

## التاريخ
روى الرحالة العربي ابن بطوطة قوله: إن بجدة جامعا يعرف بجامع الآبنوس معروف البركة يستجاب فيه الدعاء إن شاء الله، وجاء ذكر المسجد في كتابات كثير من المؤرخين والجغرافيين مثل بطرس البستاني في دائرة المعارف حيث قال فيها إنه: مسجد مبارك كما سماه ابن جبير مسجد الآبنوس، وقال إن به ساريتين من خشب الآبنوس وأنه ينسب إلى عمر بن الخطاب رضي الله عنه، ويقول الأنصاري في موسوعة تاريخ مدينة جدة: هو المعروف على أصح الروايات بمسجد عثمان بن عفان وبعض سكان جدة اليوم يسميه زاوية عثمان ابن عفان، وينقل الأنصاري عن ابن فرج أنه كانت له ساريتان من خشب الآبنوس فيه بجانب محرابه، إحداهما كانت باقية في عهد ابن فرج والأخرى فقدت، وينقل الأنصاري عن ابن فرج أن عبد الله بن العباس رضي الله عنهما كان يجيء إلى جدة في الشتاء ويعتكف بهذا المسجد في شهر رمضان.

## وصلات خارجية
- موقع مسجد عثمان بن عفان على الخريطة